# Principauté de Lippe
1789–1918
Entités précédentes :
- Comté de Lippe

Entités suivantes :
- État libre de Lippe

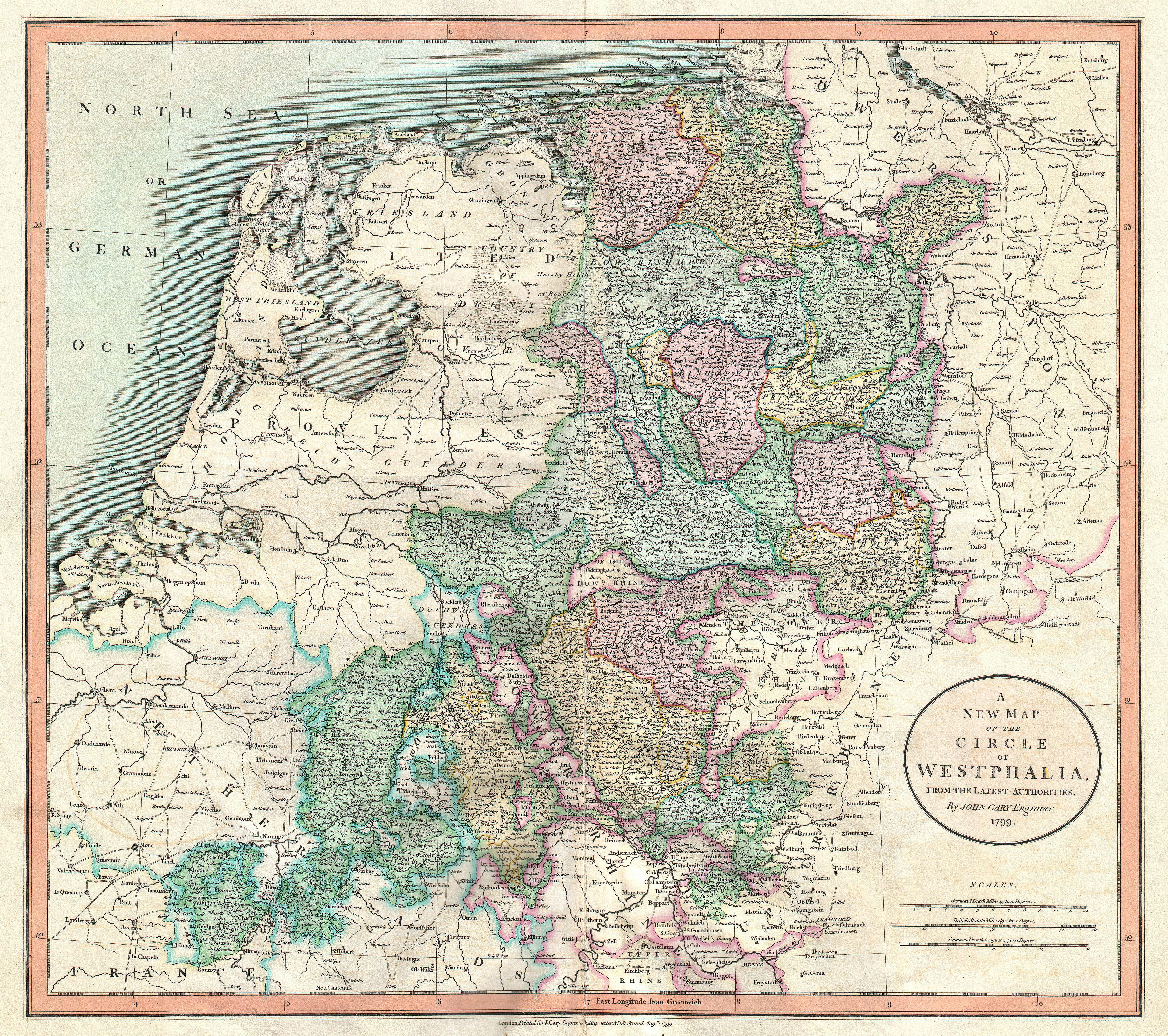
La principauté de Lippe (en rose) dans le cercle du Bas-Rhin-Westphalie.

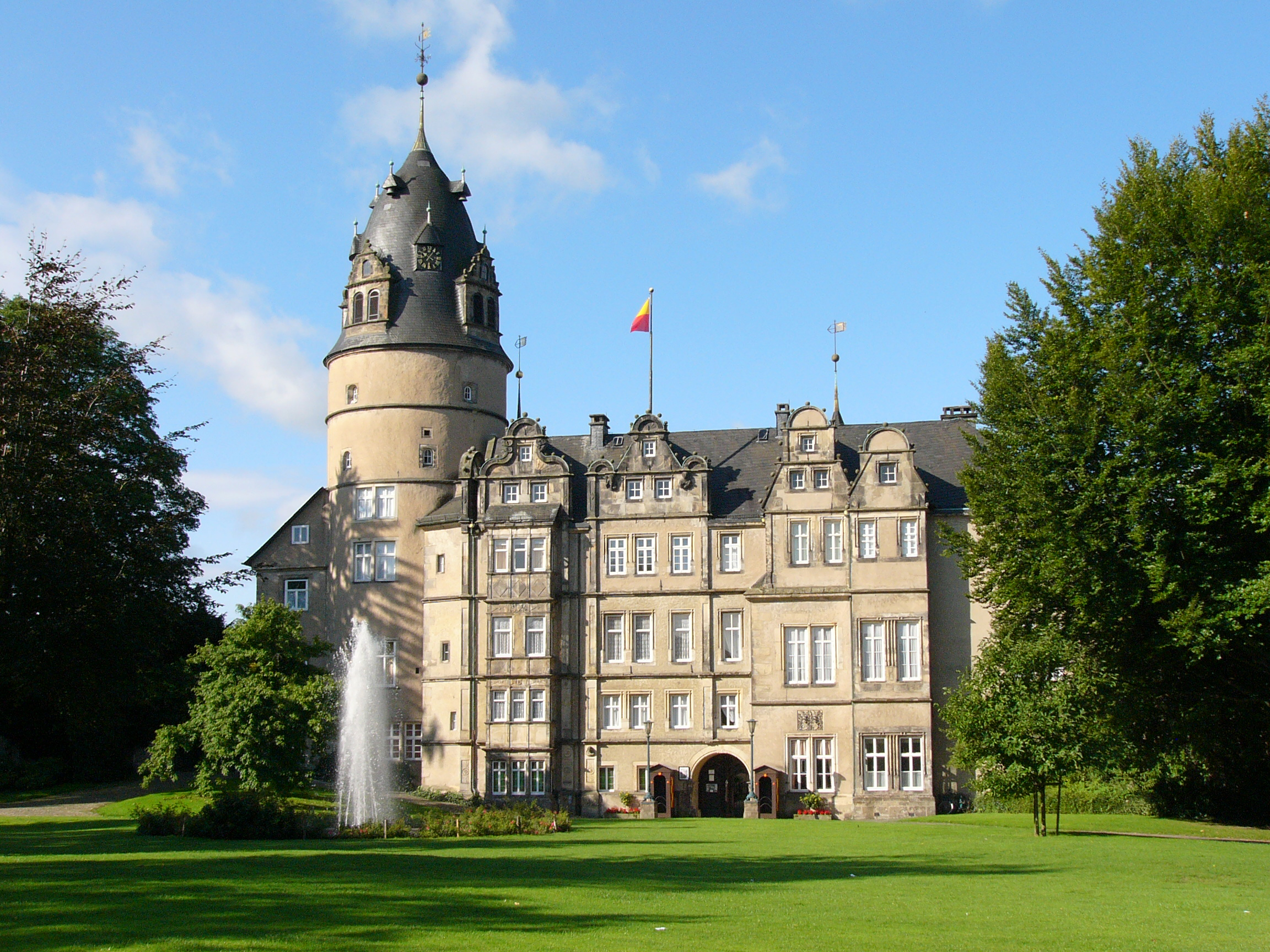
Le château princier de Detmold

La principauté de Lippe (en allemand : Fürstentum Lippe) est un ancien État allemand (1789-1918) situé dans l'actuel Land de Rhénanie-du-Nord-Westphalie. De 1613 à 1789, cet État était appelé comté de Lippe-Detmold.

## Histoire
Le 27 octobre 1720, l'empereur Charles VI confère le titre de prince au comte de Lippe, Simon Henri Adolphe. Par un diplôme du 5 novembre 1789, l'empereur Joseph II confirme le titre. Le 16 décembre 1789, le comte Léopold Ier prend le titre de prince et le comté de Lippe le statut de principauté.
Le 18 avril 1807, par le traité de Varsovie, la principauté entre dans la confédération du Rhin qui est remplacée par la Confédération germanique en 1815.
Le 18 août 1866, par le traité de Berlin, la principauté entre dans la confédération de l'Allemagne du Nord.
Le 12 novembre 1918, le prince Léopold IV abdique.

## Géographie

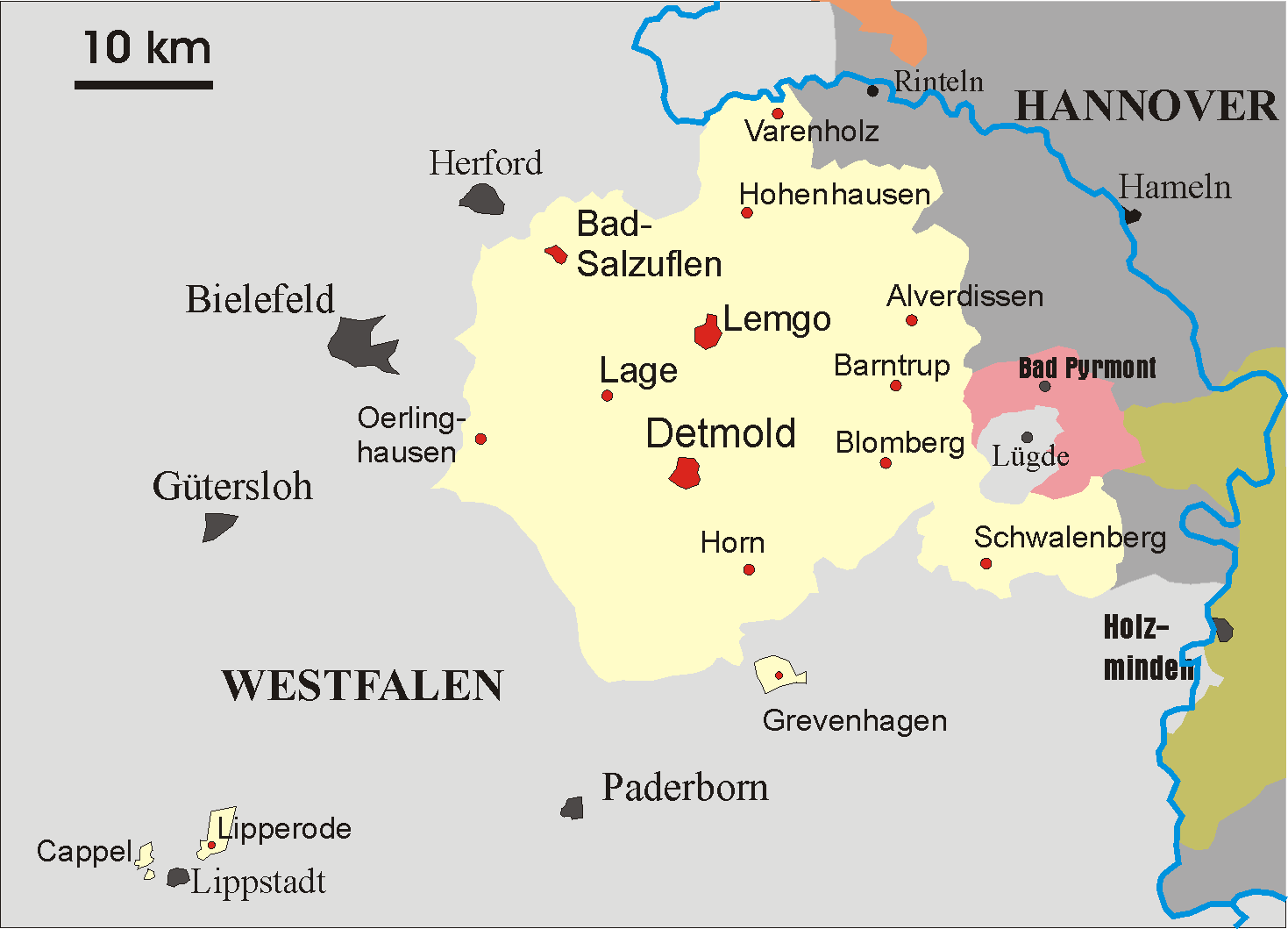
Carte de la principauté en 1918.

La principauté est traversée par la Lippe, affluent du Rhin, et a pour capitale la petite ville de Detmold. À partir de 1866, son territoire est entièrement enclavé au sein de la Prusse.
La principauté comprenait :
- Le comté de Lippe, comprenant les bailliages de Detmold, Oerlinghausen, Schötmar (aujourd'hui, partie de Bad Salzuflen), Horn (aujourd'hui, partie de Horn-Bad Meinberg), Varenholz (aujourd'hui, partie de Kalletal), Brake (aujourd'hui, partie de Lemgo), Barntrup et Lipperode ;
- Le comté de Sternberg, comprenant, outre l'ancien château, les prévôtés d'Humfeld (aujourd'hui, partie de Dörentrup), Extrer et Bösingfeld (aujourd'hui, partie d'Extertal) ;
- Une partie du comté de Schwalenberg.

À partir de 1879, la principauté est composée de 5 bailliages :
- Bailliage de Blomberg (de)
- Bailliage de Brake (de)
- Bailliage de Detmold (de)
- Bailliage de Lipperode-Cappel (de)
- Bailliage de Schötmar (de)

## Liste des princes de Lippe

### Maison de Lippe-Detmold
| Début            | Fin              | Nom         | Commentaire                           |
| ---------------- | ---------------- | ----------- | ------------------------------------- |
| 16 décembre 1789 | 4 avril 1802     | Léopold Ier | —                                     |
| 4 avril 1802     | 1er janvier 1851 | Léopold II  | régence de Pauline d'Anhalt-Bernbourg |
| 1er janvier 1851 | 8 décembre 1875  | Léopold III | —                                     |
| 8 décembre 1875  | 20 mars 1895     | Woldemar    | —                                     |
| 20 décembre 1895 | 13 janvier 1905  | Alexandre   | —                                     |

### Maison de Lippe-Biesterfeld
| Début           | Fin              | Nom        | Commentaire |
| --------------- | ---------------- | ---------- | ----------- |
| 13 janvier 1905 | 12 novembre 1918 | Léopold IV | —           |

### Prétendants au trône (depuis 1918)
| Début            | Fin              | Nom        | Commentaire |
| ---------------- | ---------------- | ---------- | ----------- |
| 12 novembre 1918 | 30 décembre 1949 | Léopold IV | -           |
| 30 décembre 1949 | 20 août 2015     | Armin      | -           |
| 20 août 2015     | -                | Stephan    | -           |